# Rosenbrystet tornskade
Rosenbrystet tornskade (Lanius minor) er en 20 centimeter stor spurvefugl, der yngler i Europa og Asien. Arten findes i varme og tørre områder, f.eks. i frugtplantager eller ved kartoffelmarker. Den lever især af insekter som græshopper eller biller.
Rosenbrystet tornskade er en sjælden gæst i Danmark med omkring 50 iagttagelser siden 1800-tallet. De fleste fugle er set i sommermånederne. Det er en trækfugl, der overvintrer i det sydlige Afrika.

## Udseende
Rosenbrystet tornskade ligner meget stor tornskade, men er mindre og kendes bedst på, at panden sammen med masken gennem øjet er sort.